# Perusia complicata
Perusia complicata là một loài bướm đêm trong họ Geometridae.